# Lijst van Belgische steden met Stolpersteine

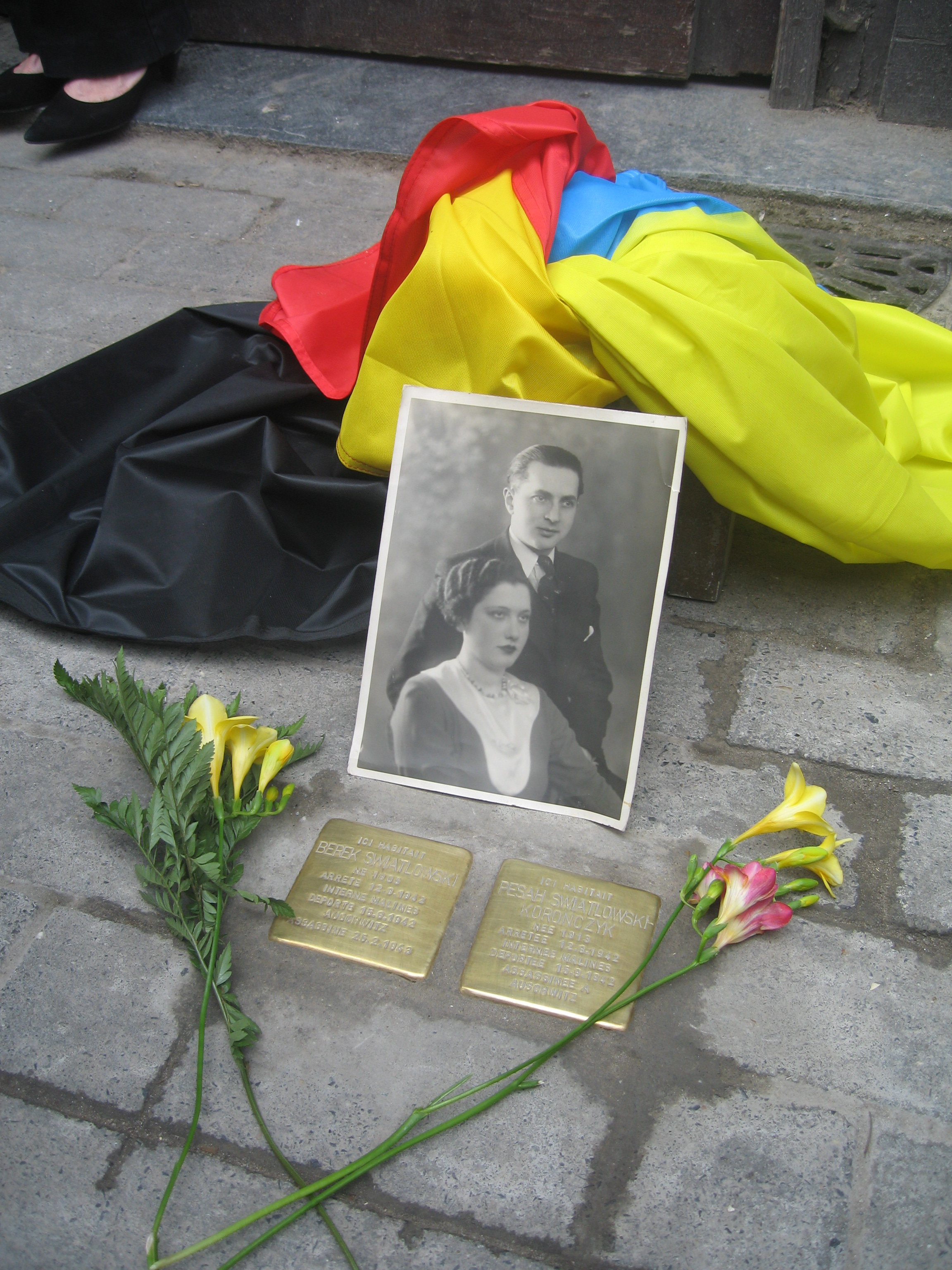
Stolpersteine voor Berek en Pesah Swiatlowski aan de Jorezstraat / Rue Jorez nr 47, Anderlecht

De lijst van Belgische steden met Stolpersteine geeft een overzicht van de Belgische steden en gemeenten waar de Duitse beeldhouwer-kunstenaar Gunter Demnig gedenkstenen heeft geplaatst voor de slachtoffers van het nationaalsocialisme.

## Toelichting
Stolpersteine worden ook struikelstenen, gedenkkasseien of pavés de mémoire genoemd. Sinds mei 2009 zijn in België in totaal 340 Stolpersteine geplaatst.
Michael Freilich van het tijdschrift Joods Actueel uitte begin 2018 zijn bedenkingen bij dit project. Hij noemde de steentjes oneerbiedig omdat er over gelopen wordt. Hij had ook bedenkingen bij de zakelijke kant van dit initiatief: degenen die een steen willen laten plaatsen, betalen de kosten, een 120 tot 300 euro.
In juli 2018 maakte de Association pour la Mémoire de la Shoah (AMS) bekend dat de stad Antwerpen het plaatsen van Stolpersteine toestaat. Iedereen kan via een website van de gemeente een aanvraag indienen.
In Mechelen liggen imitatie-Stolpersteine.

In het voorjaar 2024 maakte het stadsbestuur van Hasselt bekend dat men tegen 8 mei e.k. een tiental struikelstenen zal plaatsen voor de slachtoffers van de naziterreur. De steen komt op de plaats waar de overledene ooit woonde of werd opgepakt. Er zullen in de toekomst nog een 200-tel stenen bijkomen op basis van een namenlijst, verzameld door Jörg-Werner Palm.  

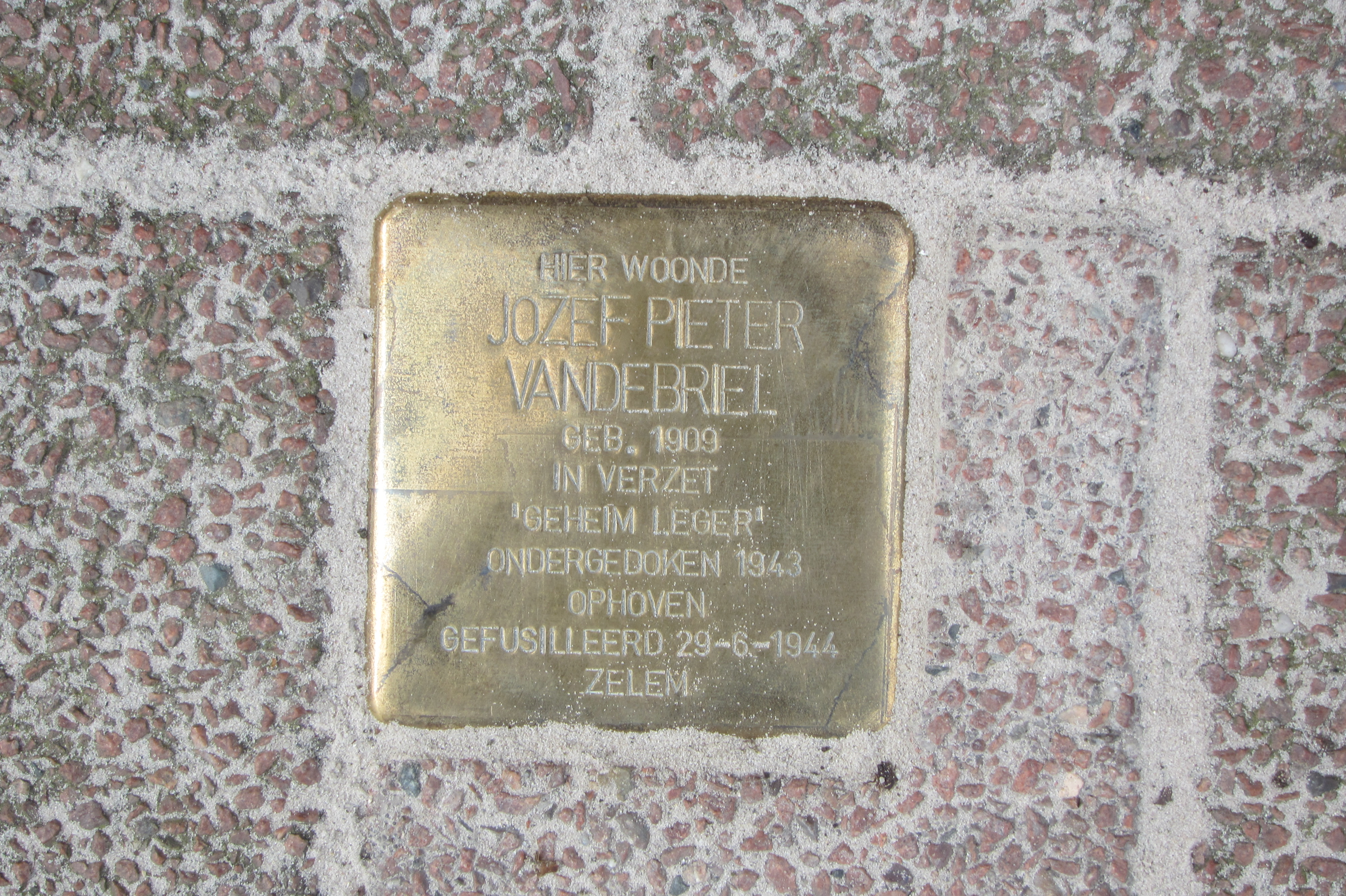
Struikelsteen voor de voormalige woning Jozef Vandebriel, Dorpsstraat 7 te Hasselt

## Belgische steden met Stolpersteine
- Brussels Hoofdstedelijk Gewest (270)
  - Anderlecht (31)
  - Brussel (142)
  - Elsene (9)
  - Etterbeek (2)
  - Koekelberg (3)
  - Oudergem (1)
  - Schaarbeek (14)
  - Sint-Agatha-Berchem (3)
  - Sint-Gillis (38)
  - Sint-Jans-Molenbeek (4)
  - Sint-Joost-ten-Node (1)
  - Sint-Lambrechts-Woluwe (1)
  - Sint-Pieters-Woluwe (15)
  - Ukkel (3)
  - Vorst (3)
  - Watermaal-Bosvoorde (1)

Zie ook de Lijst van Stolpersteine in het Brussels Hoofdstedelijk Gewest.
- Vlaanderen (86)
  - Antwerpen (143)
  - Fotogalerij Struikelstenen Antwerpen
  - Beringen (4)
  - Bertem (1)
  - Bree (15)[7]
  - Dendermonde (9)
  - Gent (24)
  - Hasselt (10)
  - Herentals (8)
  - Kinrooi (9) geplaatst door Demnig
  - Kortrijk (1)
  - Leuven (17 stenen en een Stolperdrempel)
  - Lubbeek (1)
  - Maasmechelen (12)
  - Mol (2)
  - Puurs (1)
  - Sint-Niklaas (6)
  - Sint-Truiden (11)
  - Tielt-Winge (1)
  - Turnhout (15)
  - Vilvoorde (2)
  - Vosselaar (3)

Zie ook de Lijst van Stolpersteine in Vlaanderen.
- Wallonië (65)
  - Aarlen (8)
  - Beaumont (1)
  - Charleroi (19)
  - Eupen (5)
  - Lontzen (7)
  - Luik (15)
  - Manage (Bois-d'Haine) (1)
  - Mons (6)
  - Namen (1)
  - Pepinster (1)
  - Sambreville (Tamines) (1)

Zie ook de Lijst van Stolpersteine in Wallonië.

## Fotogalerij

### Brussels Hoofdstedelijk Gewest

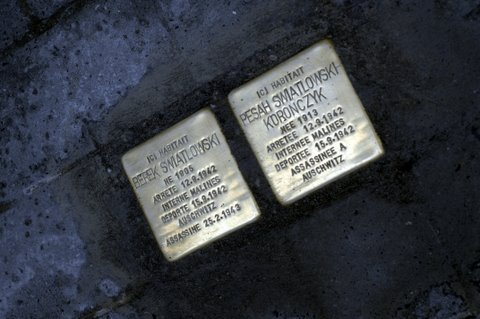
Anderlecht
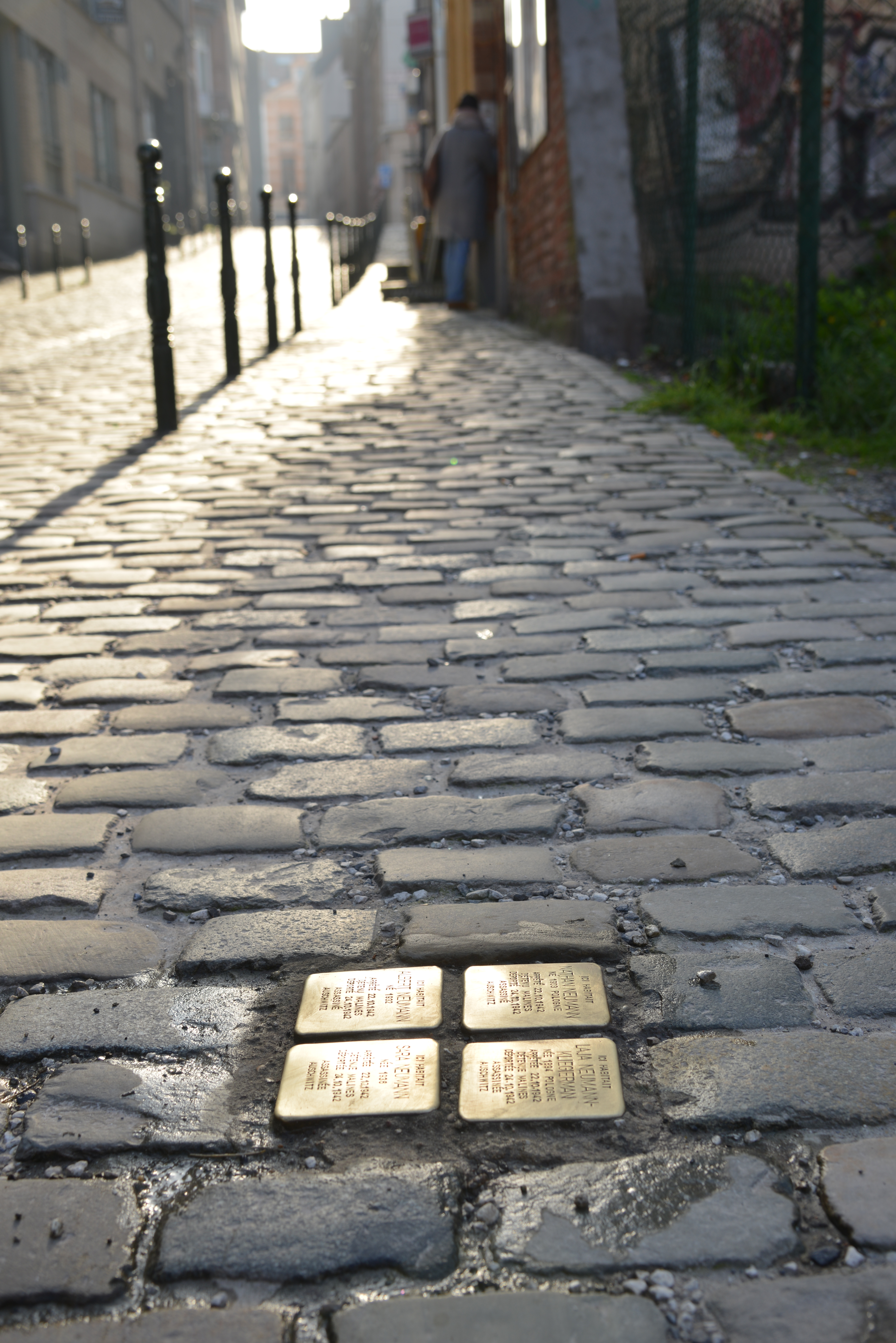
Brussel
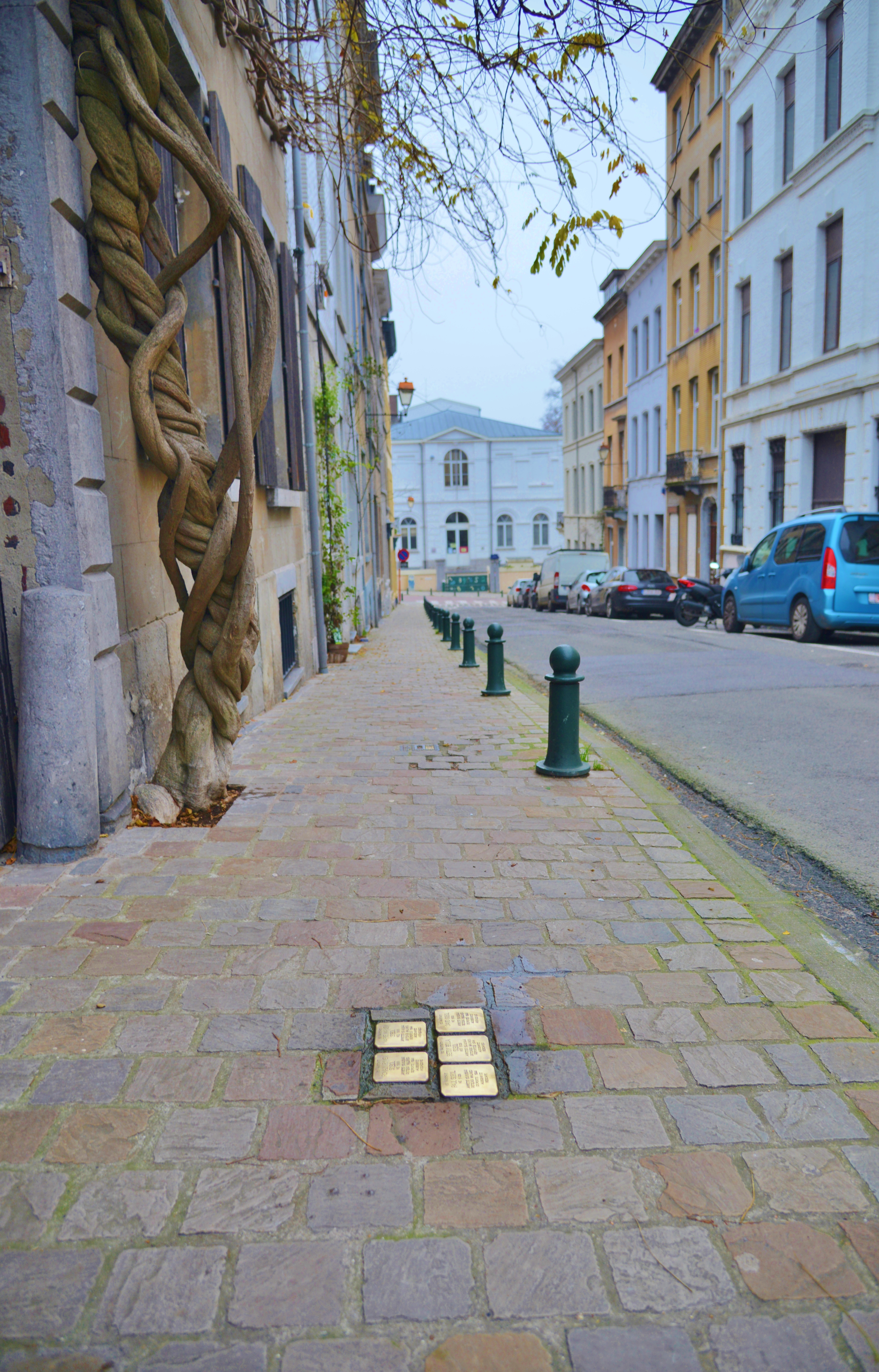
Elsene

### Vlaanderen

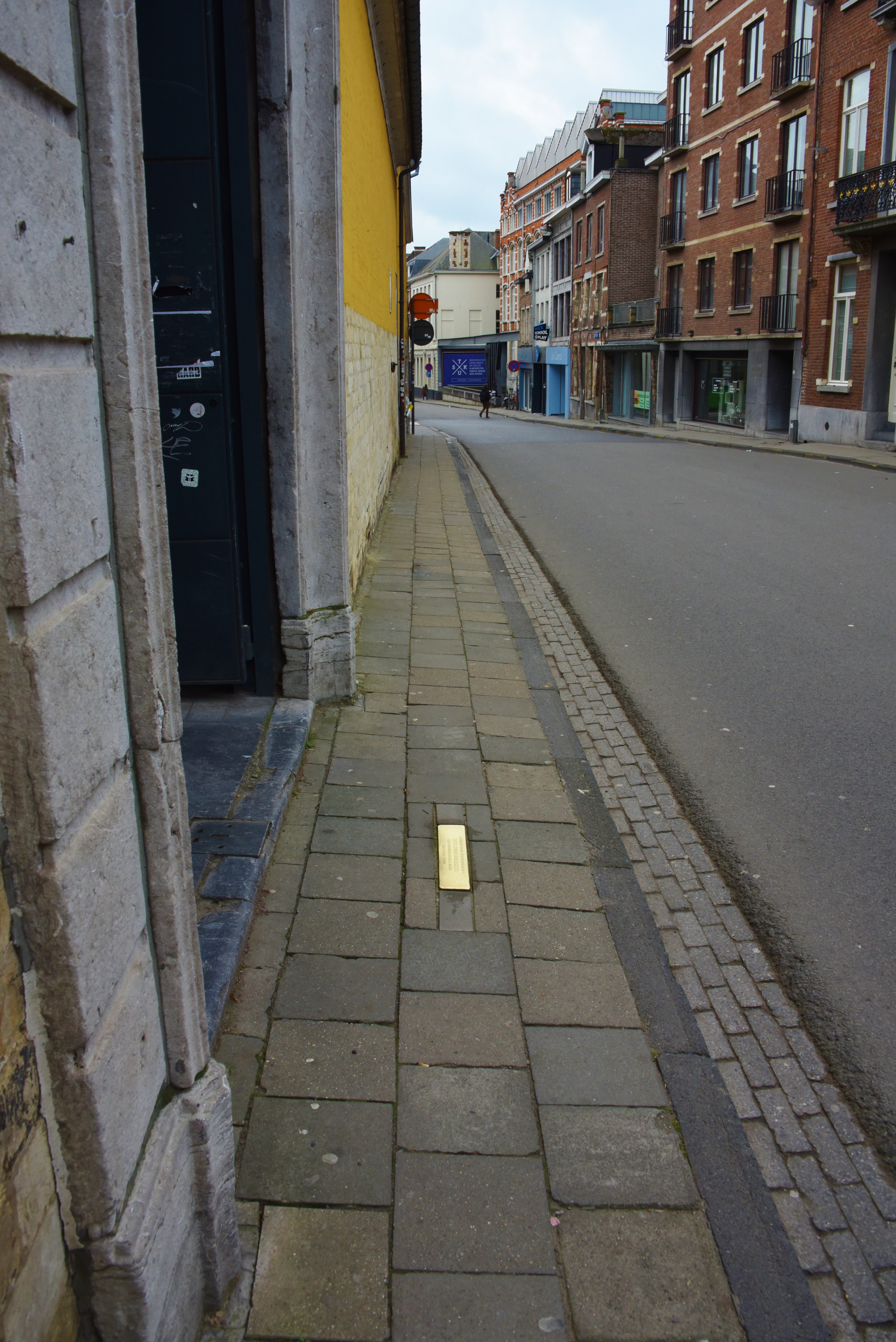
Leuven
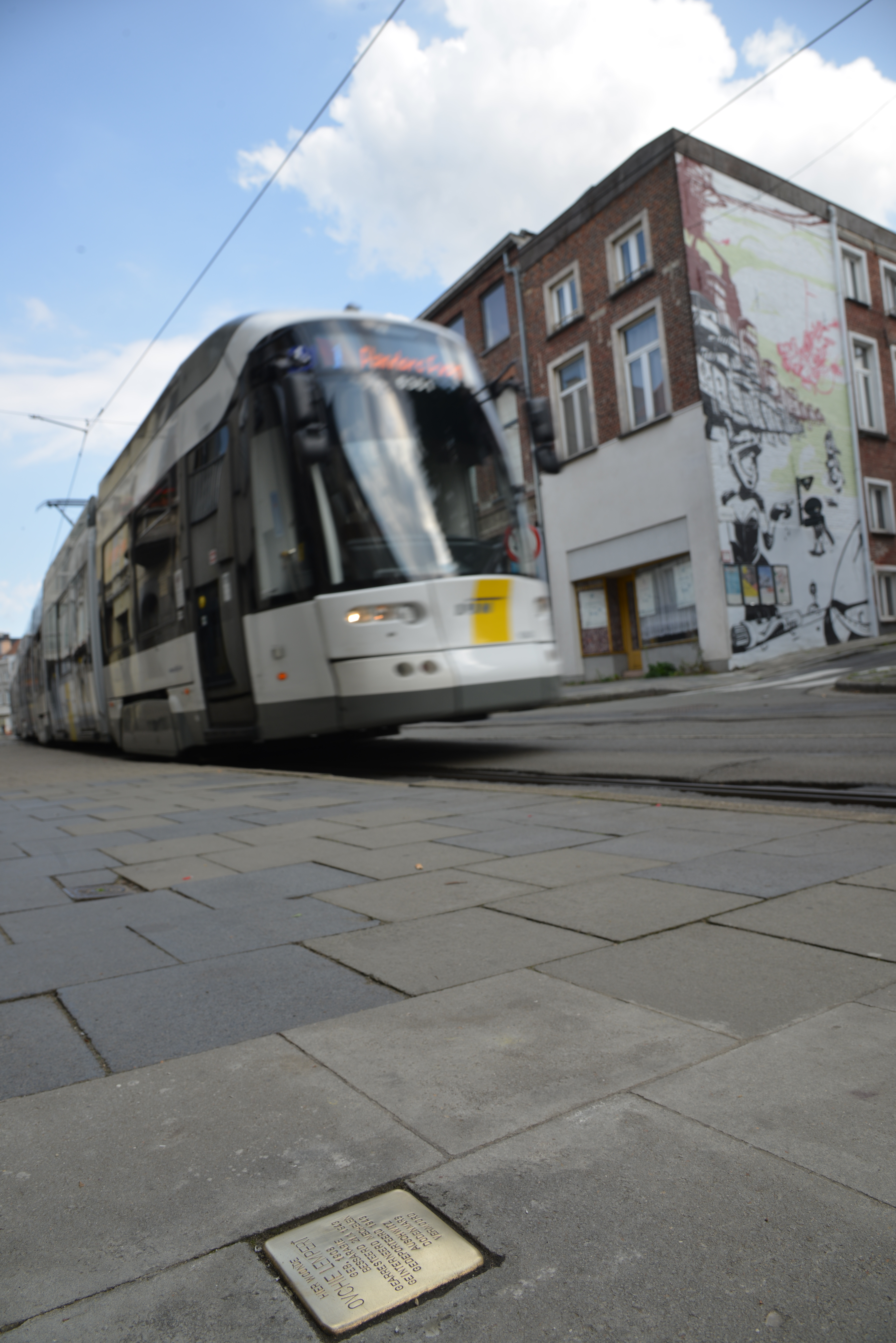
Gent
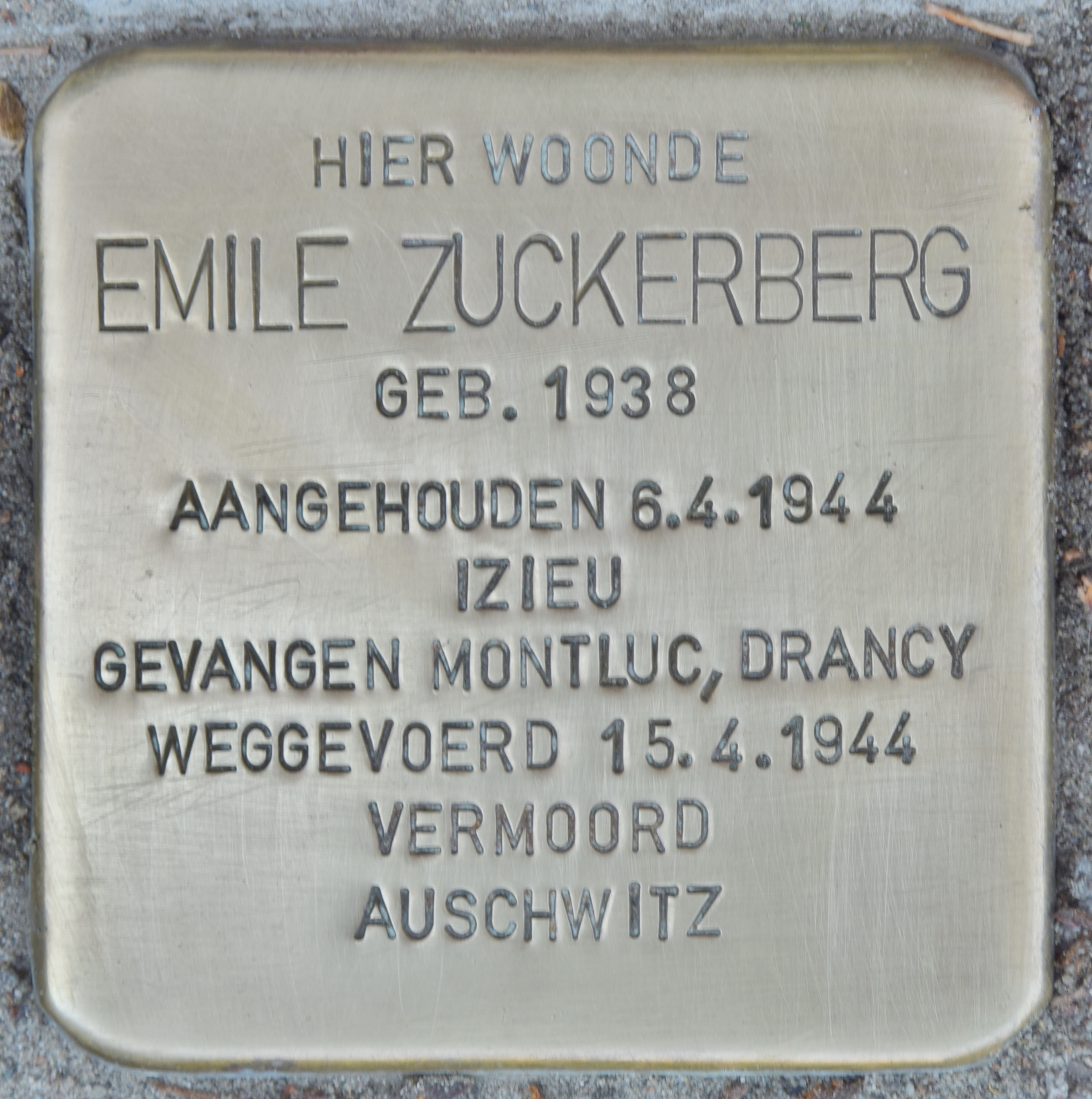
Antwerpen

### Wallonië

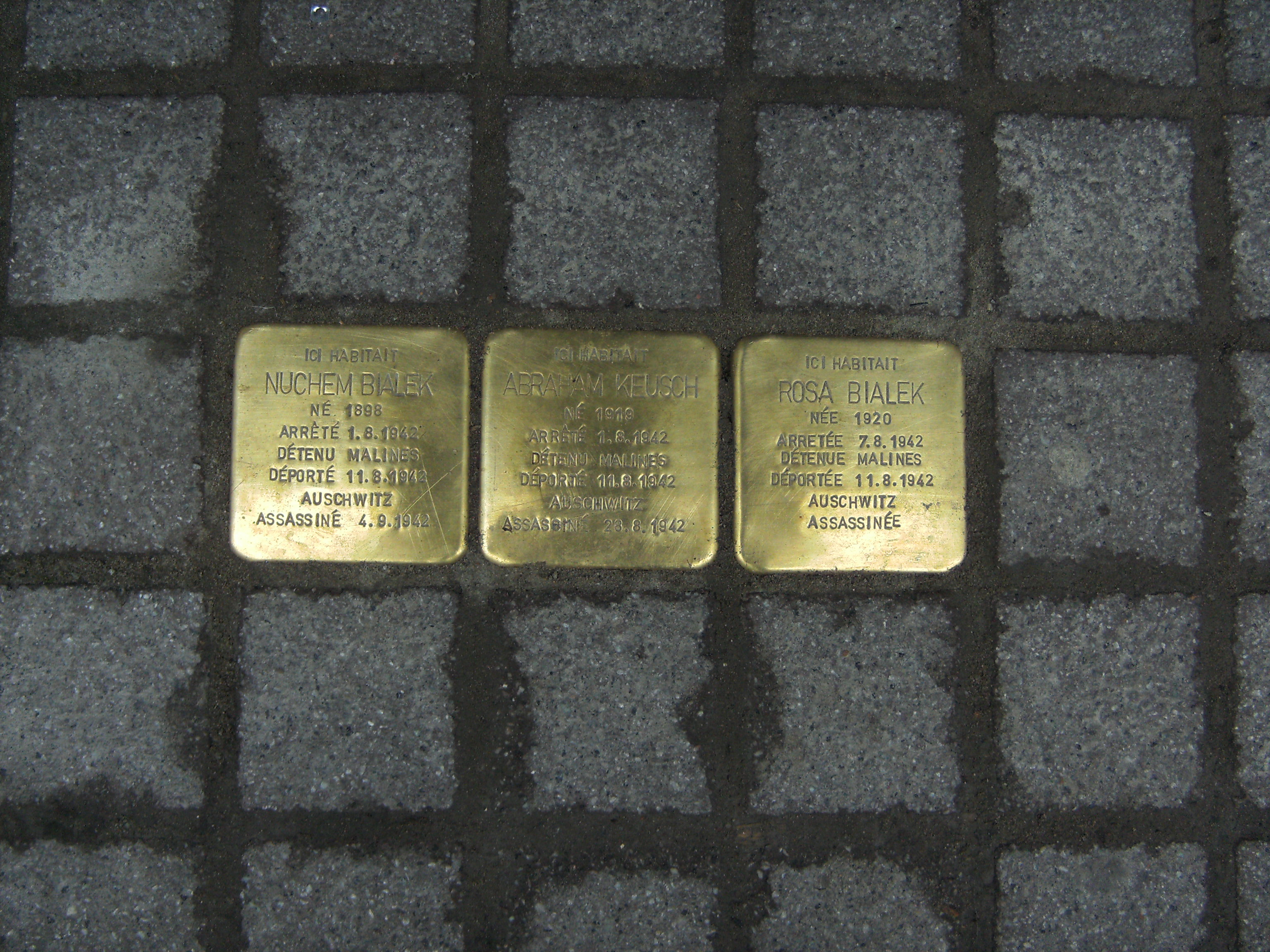
Charleroi
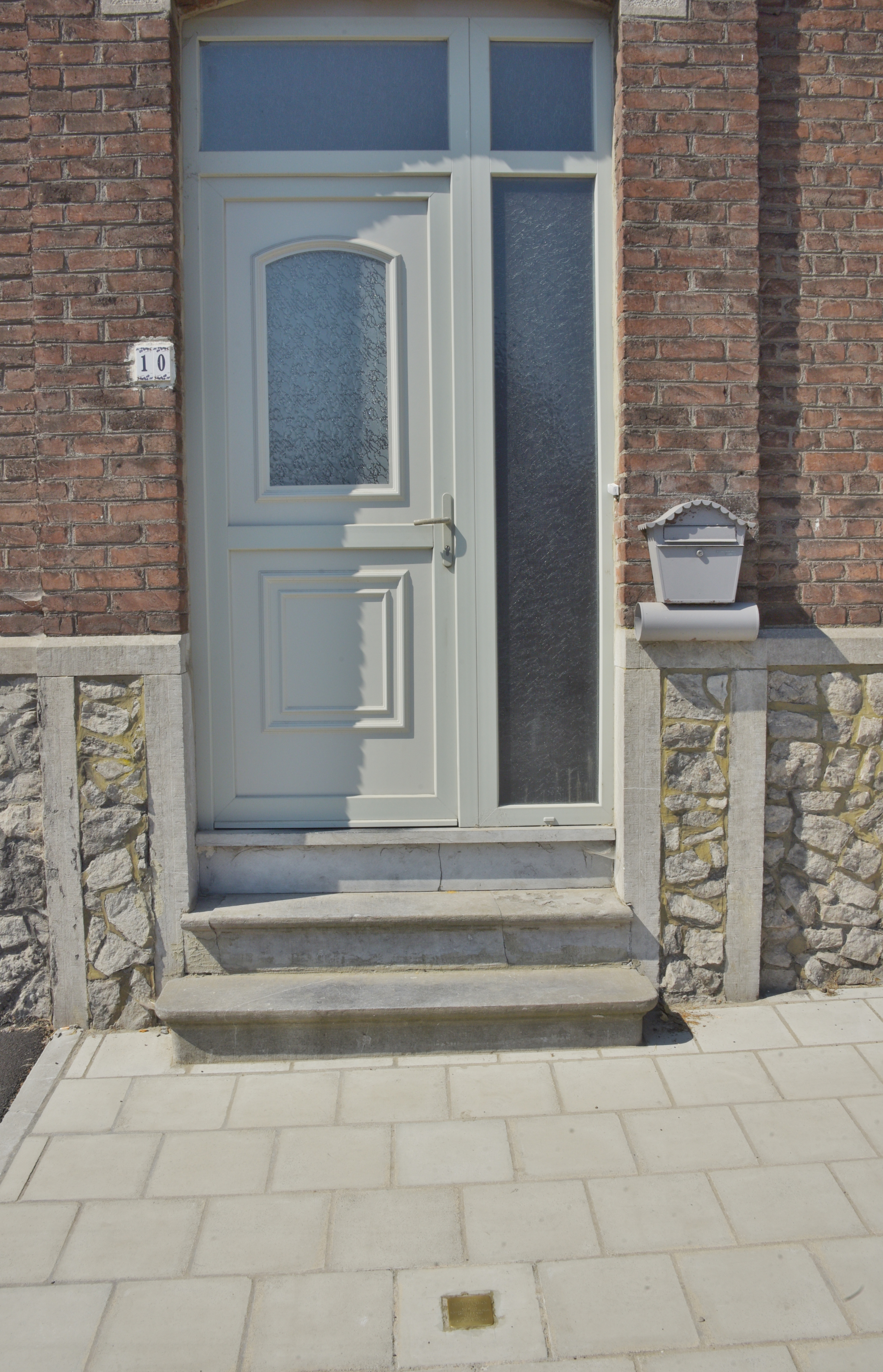
Manage
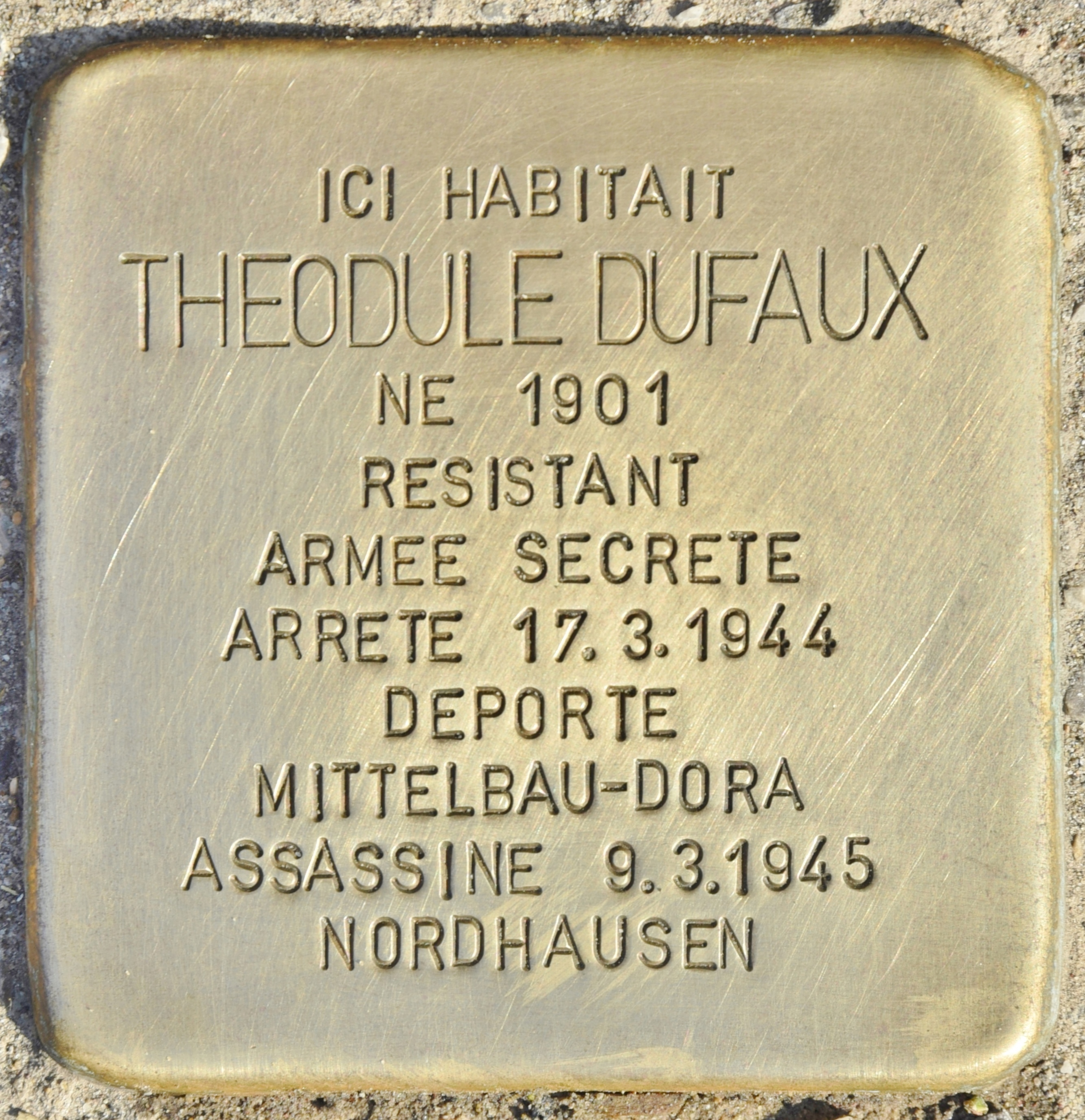
Tamines